# ميخائيل كاتس (رياضياتي)
ميخائيل كاتس (بالعبرية: מיכאל כץ‏) هو رياضياتي إسرائيلي، ولد في 1958 في كيشيناو في مولدوفا.

## وصلات خارجية
- الموقع الرسمي